# Pater-David-Maulwurf
Der Pater-David-Maulwurf (Talpa davidiana) ist eine Säugetierart aus der Familie der Maulwürfe (Talpidae) innerhalb der Ordnung der Insektenfresser (Eulipotyphla). Es handelt sich um einen wenig untersuchten Maulwurfvertreter, der in Westasien, hauptsächlich im Süden und Südosten der Türkei vorkommt. Er bewohnt dort höhere Gebirgslagen mit Wiesenlandschaften. Über die Lebensweise liegen kaum Informationen vor. Äußerlich ähnelt der Pater-David-Maulwurf anderen Angehörigen der Eurasischen Maulwürfe. Er besitzt ein dunkles Fell. Kennzeichnend sind vor allem die breite, kurze Schnauze und ein Gebiss mit stark variierender Zahnanzahl. Vor allem die kurze Schnauze führte dazu, dass die Art anfänglich mit dem Kurzgesichtmaulwurf aus Ostasien in Verbindung gebracht wurde, anatomische und genetische Untersuchungen verweisen ihn jedoch zu den Eurasischen Maulwürfen. Die Art wurde im Jahr 1884 wissenschaftlich eingeführt. Die Gefährdung des Bestandes ist unbekannt.

## Merkmale

### Habitus
Der Pater-David-Maulwurf erreicht eine Kopf-Rumpf-Länge von 12,8 bis 15,3 cm. Der Schwanz wird noch einmal 1,6 bis 1,8 cm lang. Er nimmt 11,3 bis 13,2 % der Länge des restlichen Körpers ein und ist damit ausgesprochen kurz, insgesamt der verhältnismäßig kürzeste aller westeurasischen Maulwürfe. Das Gewicht variiert von 34 bis 53 g. Äußerlich entspricht der Pater-David-Maulwurf dem Levantinischen Maulwurf (Talpa levantis), wird aber durchschnittlich etwas größer als dieser. Wie alle Eurasischen Maulwürfe ist der Körper zylindrisch geformt sowie robust gebaut, der Kopf sitzt auf einem kurzen Hals und die Vorderfüße sind schaufelartig sowie nach außen gedreht. Das Körperfell besitzt beim Pater-David-Maulwurf eine dunkle Färbung, teilweise tritt an den Seiten ein silbriger Glanz auf. Die einzelnen Haare sind an der Spitze bräunlich, am Schaft gräulich gefärbt. Die Schnauze ist behaart, die Vibrissen erscheinen deutlich heller als das restliche Fell. Der Nasenspiegel ist gleichfalls hell. Den Schwanz bedeckt ein spärliches Fell aus dunklen, steifen Borsten, das durch die unterschiedlichen Haarlängen teils buschig wirkt. Die Handflächen sind breit und flach, die Krallen an den fünf vorderen Zehen haben eine gekrümmte und seitlich abgeflachte Form. Die Hinterfußlänge beträgt 1,8 bis 2,0 cm.

### Schädel- und Gebissmerkmale
Der Schädel des Pater-David-Maulwurfs misst 29,0 bis 31,3 mm in der Länge und am Hirnschädel zwischen 14,0 und 15,2 mm in der Breite. Hier liegt auch die maximale Höhe bei 8,0 bis 9,6 mm. Besonderes Kennzeichen ist das ausgesprochen robuste, nach vorn deutlich spitz zulaufende Rostrum. Auf Höhe der Molaren erreicht es eine Breite von 8,4 bis 9,9 mm, auf Höhe des Eckzahns von 4 bis 5,8 mm. Letzterer Wert entspricht etwa 13,6 bis 15,8 % der Schädellänge. Beim ebenfalls in Westasien vorkommenden Levantinischen Maulwurf liegt das Verhältnis entsprechend bei unter 14,5 %. Es ist in Relation das breiteste Rostrum aller Europäischen Maulwürfe. Der Unterkiefer ist schlank und weist eine Länge von 19,7 bis 22,2 mm auf. Das Gebiss zeigt sich äußerst variabel mit einer Zahnanzahl zwischen 38 und 44. Die Gebissformel lautet: {\displaystyle {\frac {3.1.3-4.3}{2-3.1.2-3.3}}}. Auffallend ist die starke Oligodontie des Gebisses, was bei kleineren Individuen häufiger auftritt als bei größeren und in der Regel die beiden mittleren oberen und unteren Prämolaren (P2-3 beziehungsweise p2-3) und den hinteren unteren Schneidezahn (i3) betrifft. Der vorderste obere Schneidezahn überragt zumeist die beiden hinteren. Die Molaren weisen einen robusten Bau auf. Den vorderen oberen Mahlzahn charakterisiert ein deutliches Parastyl, eine Scherleiste an der vorderen Zahnkante. Im Unterkiefer besitzen der erste und dritte Prämolar die gleiche Größe. Die Länge der Oberkieferzahnreihe reicht von 10,6 bis 13,1 mm.

### Genetische Merkmale
Der diploide Chromosomensatz lautet 2n = 34. Das X-Chromosom ist metazentrisch, das Y-Chromosom fleckartig und acrozentrisch. Die Autosomen bestehen aus 15 Paaren meta-submetazentrischer und einem Paar acrozentrischer Chromosomen.

## Verbreitung und Lebensraum

Verbreitungsgebiet des Pater-David-Maulwurfs

Der Pater-David-Maulwurf kommt in Westasien vor. Er ist dort nur von knapp einem Dutzend, zum Teil weit gestreuten Fundstellen in der südlichen und südöstlichen Türkei bekannt. Die östliche Verbreitungsgrenze wird mit der Region um Tatvan und Bitlis westlich des Vansees erreicht, die westliche befindet sich auf der Hochebene von Kızıldağ in der türkischen Provinz Adana. Das bekannte Vorkommen ist möglicherweise nicht durchgehend, sondern in zwei Teilgebiete (südöstliche Türkei sowie südliche Türkei/nördliches Syrien) aufgespalten, die durch eine circa 450 km breite Lücke voneinander getrennt werden. Die genutzten Habitate weisen im westlichen Teil des Verbreitungsgebietes Höhenlagen zwischen 870 und 1700 m über dem Meeresspiegel auf, im östlichen Teil westlich des Vansees bis 1735 m. Einzelne Beobachtungen fanden in Heufeldern und auf alpinen Wiesenflächen statt. Abseits davon wurde ein Individuum des Pater-David-Maulwurfs in den Resten eines Gewölles der Schleiereule bei der Festung Qal'at Salah ed-Din im westlichen Syrien etwa 150 km südlich des bekannten Vorkommens der Art aufgefunden. Diese Region liegt nur rund 370 m über dem Meeresspiegel. Insgesamt handelt es sich um einen der südlichsten Lebensbereiche eines Angehörigen der Eurasischen Maulwürfe. Lediglich bei Tatvan ist eine Überschneidung mit dem Verbreitungsgebiet des Levantinischen Maulwurfs dokumentiert.

## Lebensweise
Die Lebensweise des Pater-David-Maulwurfs ist weitgehend unerforscht. Wie andere Vertreter der Eurasischen Maulwürfe legt er unterirdische Tunnel an, deren Eingänge durch typische Hügel aus Auswurfmaterial gekennzeichnet sind.

## Systematik

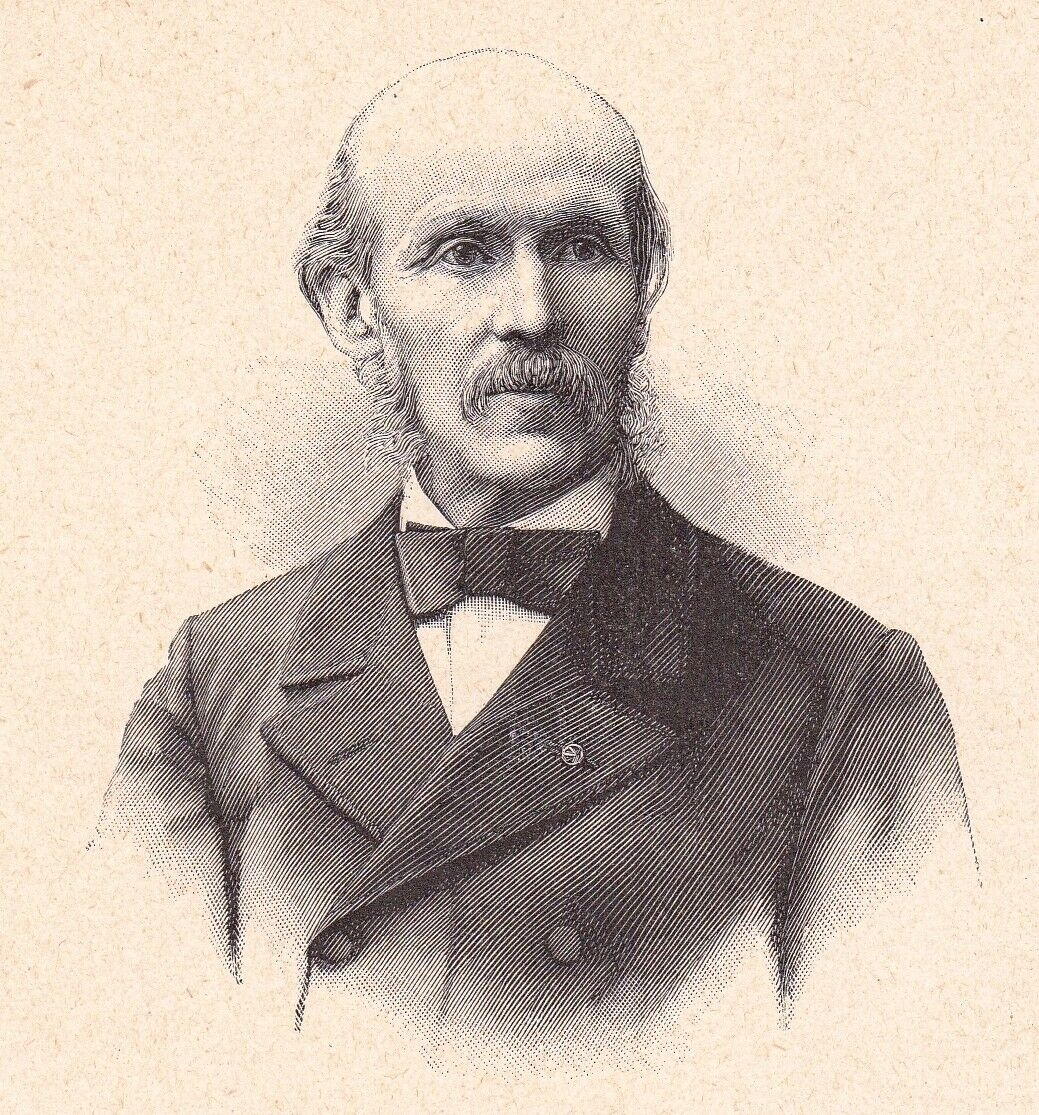
Alphonse Milne-Edwards

Der Pater-David-Maulwurf ist eine Art aus der Gattung der Eurasischen Maulwürfe (Talpa), die rund 15 weitere einschließt mit dem Europäischen Maulwurf (Talpa europaea) als bekanntesten Vertreter. Die Eurasischen Maulwürfe wiederum werden zur Tribus der Eigentlichen Maulwürfe (Talpini) innerhalb der Familie der Maulwürfe (Talpidae) geordnet. Dabei fassen die Eigentlichen Maulwürfe die zumeist grabenden Vertreter der Maulwürfe zusammen. Andere Mitglieder der Familie hingegen leben nur teilweise unterirdisch, bewegen sich oberirdisch fort oder haben eine semi-aquatische Lebensweise.
Der Pater-David-Maulwurf wurde im Jahr 1884 von Alphonse Milne-Edwards wissenschaftlich erstbeschrieben. Er verwendete dafür die wissenschaftliche Bezeichnung Scaptochirus davidianus und verwies die Form damit in das verwandtschaftliche Umfeld des Kurzgesichtmaulwurfs (Scaptochirus moschatus). Als Besonderheit hob Milne-Edwards die geringe Körpergröße, den sehr kurzen Schwanz und die graue bis schwarze Fellfarbe hervor. Für seine Beschreibung stand ihm ein männliches Individuum zur Verfügung, dessen Herkunft Milne-Edwards mit environs d'Akbes („Umgebung von Akbes“) angab. Häufig wird dies mit  Meydan Ekbaz im Norden Syriens gleichgesetzt, die Region wird jedoch aufgrund ihrer Lage in nur rund 400 m Höhe als eher ungeeignet für die Art betrachtet. Daher vermuten einige Forscher, dass das Belegexemplar aus ursprünglich höher gelegenen Gebieten stammt. Möglicherweise hatte Milne-Edwards mit der Angabe auch Akbez in der benachbarten, heute türkischen Provinz Hatay gemeint, dessen Umgebung deutlich gebirgiger ist. Übermittelt wurde das Tier durch den Pater Armand David, auf den das Artepitheton Bezug nimmt. Der Name Scaptochirus davidianus war bereits im Jahr 1870 von Robert Swinhoe in einem Katalog über die Säugetiere Chinas in Bezug auf den Kurzgesichtmaulwurf verwendet worden. In der Publikation verwies Swinhoe auf die Autorenschaft Milne-Edwards, obwohl dessen Erstbeschreibung des Pater-David-Maulwurfs erst 14 Jahre später erscheinen sollte. In der Regel wird Scaptochirus davidianus nach Swinhoe 1870 als Nomen oblitum angesehen.
In der Folgezeit blieb der Pater-David-Maulwurf weitgehend unerforscht. Der äußerst robuste Schädel und das oligodonte Gebiss, beides typisch für den ostasiatischen Kurzgesichtmaulwurf, befürworteten eine Stellung innerhalb der Gattung Scaptochirus. Das Kreuzbein hingegen weist einen caecoidalen Aufbau auf (die Öffnung des Foramens am vierten Kreuzbeinwirbel ist nach hinten gerichtet), was vom mogeriden Typus (die Öffnung des fünften Kreuzbeinwirbels wird hinten von einer Knochenbrücke überdeckt) beim Kurzgesichtmaulwurf abweicht. Gut 60 Jahre nach der wissenschaftlichen Einführung der Art, 1948, wurde sie von Ernst Schwarz mit dem Blindmaulwurf (Talpa caeca) synonymisiert. was in den 1960er auch John Reeves Ellerman sowie Terence C. S. Morrison-Scott  mittrugen und einige andere Autoren ebenfalls unterstützten. Noch 1982 aber sprach sich Ivo Grulich für einen Verbleib in der Gattung Scaptochirus aus und begründete dies mit der Gebissausprägung. Erst neue Beobachtungen und vergleichende anatomische Studien im Jahr 2001 durch Boris Kryštufek und Forscherkollegen führten einerseits zur Bestätigung der Stellung des Pater-David-Maulwurfs innerhalb der Eurasischen Maulwürfe, andererseits auch zur Herauslösung der Form aus dem Blindmaulwurf und zur Anerkennung als eigenständige Art. Einzelne Wissenschaftler hingegen setzten in den 1990er Jahren den Pater-David-Maulwurf mit dem Levantinischen Maulwurf gleich.
Die Auffassung als eigenständige Art konnte später durch molekulargenetische Untersuchungen untermauert werden. Diesen zufolge besteht die nächste Verwandtschaft des Pater-David-Maulwurfs zum Talysch-Maulwurf (Talpa talyschensis) an der Südküste des Kaspischen Meeres. Beide Arten bilden gemeinsam mit dem Kaukasischen Maulwurf (Talpa caucasica) eine engere Verwandtschaftsgruppe, die sich bereits im Oberen Miozän vor 6,6 bis 5,5 Millionen Jahren kurz nach der Herausformung der Eurasischen Maulwürfe von den anderen Linien abgesetzt hatte. Die Trennung des Pater-David-Maulwurfs vom Talysch-Maulwurf datiert in den Übergang vom Pliozän zum Pleistozän vor etwas mehr als 2 Millionen Jahren. Der Blindmaulwurf und der Levantinische Maulwurf hingegen gehören jeweils anderen Verwandtschaftsverhältnissen an.
Es werden zwei Unterarten des Pater-David-Maulwurfs unterschieden:
- T. d. davidiana (Milne-Edwards, 1884)
- T. d. tatvanensis Gündüz, Demirtaş, Silsüpür, Özmen, Polly & Bilton, 2023

Erstere bildet die Nominatform und besiedelt den westlichen Teil des Vorkommens des Pater-David-Maulwurfs. Letztere lebt in der namensgebenden Region um Tatvan westlich des Vansees. Sie ist etwas heller gefärbt als T. d. davidiana und weist ein insgesamt breiteres Rostrum auf. Der genetische Abstand beider Unterarten liegt bei etwa 1,5 bis 2,2 %.
Douglas M. Lay hatte 1965 mit Talpa streeti eine weitere Form aus Westasien, genauer bei Divandarreh und Hezar Darreh in der iranischen Provinz Kordestān, benannt, die ebenfalls äußerst kurzschnauzig ist. Teilweise im Deutschen als „Persischer Maulwurf“ geführt, wurde diese 2001 von Kryštufek als identisch mit dem Pater-David-Maulwurf betrachtet, was aber Grulich bereits 1982 durch die Gleichsetzung mit Scaptochirus davidianus vorweggenommen hatte. Das deutlich abgetrennte Vorkommen und die durchschnittlich größeren Körperausmaße veranlassten ein Forscherteam um İslam Gündüz im Jahr 2023 die Form als eigenständige Art anzuerkennen, wobei sie die wissenschaftliche Artbezeichnung gleichzeitig in Talpa streetorum korrigierten. Im gleichen Aufsatz hoben Gündüz und Kollegen eine Population aus Hakkâri im äußersten Südosten der Türkei, die ursprünglich dem Pater-David-Maulwurf zugerechnet wurde, auf Artniveau an und benannten sie mit Talpa hakkariensis. Begründet wurde dies mit dem deutlich größeren Habitus und einer genetischen Distanz von 11 bis 12 %. Aus dem Oberen Pleistozän der Tabun-Höhle in Israel liegen die Reste eines Maulwurfs vor, der von Dorothea M. A. Bate 1937 die wissenschaftliche Bezeichnung Talpa chthonia erhielt. Die Art gilt heute als synonym zum Pater-David-Maulwurf. Demnach reichte das Verbreitungsgebiet der heutigen Art im Pleistozän um rund 400 km weiter nach Süden.

## Bedrohung und Schutz
Der Gefährdungsgrad des Pater-David-Maulwurfs ist unbekannt. Die IUCN stuft ihn daher in die Kategorie „ungenügende Datengrundlage“ (data deficient) ein. Die Einschätzung schließt zusätzlich Talpa hikkariensis und Talpa sreetorum mit ein. Der Lebensraum der Art unterliegt starken Veränderungen durch die Ausdehnung städtischer Siedlungs- und wirtschaftlicher Nutzflächen. Auch beeinträchtigen Aufforstungsprogramme das nutzbare Habitat. Auf diese Weise gingen zwischen 1986 und 2013 zahlreiche Graslandschaften in den höheren Gebirgslagen der südöstlichen Türkei verloren.